# Orchesia maculata
Orchesia maculata là một loài bọ cánh cứng trong họ Melandryidae. Loài này được Mulsant & Godart miêu tả khoa học năm 1856.